# Lijst van voetbalinterlands Bahrein - Tadzjikistan
Deze lijst van voetbalinterlands is een overzicht van alle officiële voetbalinterlands tussen de nationale teams van Bahrein en Tadzjikistan. De landen hebben tot nu toe vijf keer tegen elkaar gespeeld. De eerste ontmoeting, een kwalificatiewedstrijd voor het Wereldkampioenschap voetbal 2006, werd gespeeld in Doesjanbe op 31 maart 2004. Het laatste duel, een vriendschappelijke wedstrijd, vond plaats op 7 november 2020 in Dubai (Verenigde Arabische Emiraten).

## Wedstrijden
| № | Plaats      | Datum            | Competitie           | Wedstrijd              | Uitslag |
| - | ----------- | ---------------- | -------------------- | ---------------------- | ------- |
| 1 | Doesjanbe   | 31 maart 2004    | WK 2006 kwalificatie | Tadzjikistan − Bahrein | 0 − 0   |
| 2 | Riffa       | 17 november 2004 | WK 2006 kwalificatie | Bahrein − Tadzjikistan | 4 − 0   |
| 3 | Riffa       | 23 maart 2017    | Vriendschappelijk    | Bahrein − Tadzjikistan | 1 − 1   |
| 4 | Madinat Isa | 20 december 2018 | Vriendschappelijk    | Bahrein − Tadzjikistan | 5 − 0   |
| 5 | Dubai       | 7 november 2020  | Vriendschappelijk    | Bahrein − Tadzjikistan | 1 − 0   |

## Samenvatting
| Competitie        | Totaal gespeeld | Winst Bahrein | Gelijk | Winst Tadzjikistan | Doelsaldo Bahrein – Tadzjikistan |
| ----------------- | --------------- | ------------- | ------ | ------------------ | -------------------------------- |
| WK-kwalificatie   | 2               | 1             | 1      | 0                  | 4 − 0                            |
| Vriendschappelijk | 3               | 2             | 1      | 0                  | 7 − 1                            |
| Totaal            | 5               | 3             | 2      | 0                  | 11 − 1                           |

Wedstrijden bepaald door strafschoppen worden, in lijn met de FIFA, als een gelijkspel gerekend.